# Кваранти
Кваранти (итал. Quaranti) је насеље у Италији у округу Асти, региону Пијемонт.
Према процени из 2011. у насељу је живело 138 становника. Насеље се налази на надморској висини од 268 м.

## Становништво
| 1936. | 1951. | 1961. | 1971. | 1981. | 1991. | 2001. | 2011. |
| ----- | ----- | ----- | ----- | ----- | ----- | ----- | ----- |
| 459   | 486   | 391   | 294   | 252   | 211   | 199   | 184   |